# Dukát

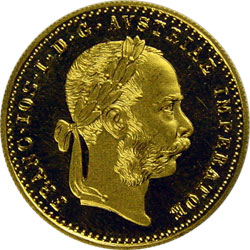
Rakouský zlatý dukát zobrazující císaře Františka Josefa, r. 1910

Dukát je zlatá obchodní mince původně pocházející z Benátek. Název vznikl ze zkráceného slova Ducat(us), znamenajícího vévodství. Rozšířil se po celé Evropě jako nejtypičtější zlatá mince s váhou 3,49 gramu ryzosti 0,9866. 
Náhrdelníky s dukáty byly oblíbenou součástí lidových oděvů v 18. a 19. století a to jak v dnešním Česku, tak i v jiných zemích.